# Screen Actors Guild-díj a legjobb férfi mellékszereplőnek
A legjobb mellékszereplő színész kategóriában átadott Screen Actors Guild-díjat az első, 1995-ös díjátadó óta osztják ki minden évben, értékelve a mozifilmek férfi mellékszereplőit.
Két győzelmet (két jelölésből) csupán Mahershala Ali szerzett, a 2010-es évek második felében (Holdfény, Zöld könyv – Útmutató az élethez).
A legtöbb jelölést Chris Cooper és Jared Leto kapta, amiből Leto egy díjat el is vitt.

## Győztesek és jelöltek
Győztes színész
- – az adott színész ugyanezzel a szereppel megnyerte a legjobb férfi mellékszereplőnek járó Oscar-díjat.
- – az adott színész ugyanezzel a szereppel Oscar-jelölést kapott legjobb férfi mellékszereplő kategóriában.

(MEGJEGYZÉS: Az Év oszlop az adott film bemutatási évére utal, a tényleges díjátadó ceremóniát a következő évben rendezték meg.)

### 1990-es évek
| Év                    | Színész                           | Színész                | Szerep                          | Magyar cím            | Eredeti cím |
| 1994 1. gála          |                                   |                        |                                 |                       |             |
| --------------------- | --------------------------------- | ---------------------- | ------------------------------- | --------------------- | ----------- |
| 1994 1. gála          |                                   | Martin Landau          | Lugosi Béla                     | Ed Wood               | Ed Wood     |
| 1994 1. gála          | Samuel L. Jackson                 | Jules Winnfield        | Ponyvaregény                    | Pulp Fiction          |             |
| 1994 1. gála          | Chazz Palminteri                  | Cheech                 | Lövések a Broadwayn             | Bullets over Broadway |             |
| 1994 1. gála          | Gary Sinise                       | Dan Taylor hadnagy     | Forrest Gump                    | Forrest Gump          |             |
| 1994 1. gála          | John Turturro                     | Herb Stempel           | Kvíz Show                       | Quiz Show             |             |
| 1995 2. gála          |                                   |                        |                                 |                       |             |
|                       | Ed Harris                         | Gene Kranz             | Apolló 13                       | Apollo 13             |             |
| Kevin Bacon           | Henri Young                       | Az őrület fészke       | Murder in the First             |                       |             |
| Kenneth Branagh       | Jago                              | Othello                | Othello                         |                       |             |
| Don Cheadle           | Mouse Alexander                   | Kék ördög              | Devil in a Blue Dress           |                       |             |
| Kevin Spacey          | Keyser Söze / Roger 'Verbal' Kint | Közönséges bűnözők     | The Usual Suspects              |                       |             |
| 1996 3. gála          |                                   |                        |                                 |                       |             |
|                       | Cuba Gooding Jr.                  | Rod Tidwell            | Jerry Maguire – A nagy hátraarc | Jerry Maguire         |             |
| Hank Azaria           | Agador Spartacus                  | Madárfészek            | The Birdcage                    |                       |             |
| Nathan Lane           | Albert Goldman                    | Madárfészek            | The Birdcage                    |                       |             |
| William H. Macy       | Jerry Lundegaard                  | Fargo                  | Fargo                           |                       |             |
| Noah Taylor           | David Helfgott                    | Ragyogj!               | Shine                           |                       |             |
| 1997 4. gála          |                                   |                        |                                 |                       |             |
|                       | Robin Williams                    | Sean Maguire           | Good Will Hunting               | Good Will Hunting     |             |
| Billy Connolly        | John Brown                        | Botrány a birodalomban | Mrs Brown                       |                       |             |
| Anthony Hopkins       | John Quincy Adams                 | Amistad                | Amistad                         |                       |             |
| Greg Kinnear          | Simon Bishop                      | Lesz ez még így se!    | As Good as It Gets              |                       |             |
| Burt Reynolds         | Jack Horner                       | Boogie Nights          | Boogie Nights                   |                       |             |
| 1998 5. gála          |                                   |                        |                                 |                       |             |
|                       | Robert Duvall                     | Jerome Facher          | Zavaros vizeken                 | A Civil Action        |             |
| James Coburn          | Glen Whitehouse                   | Kisvárosi gyilkosság   | Affliction                      |                       |             |
| David Kelly           | Michael O'Sullivan                | Lottózsonglőrök        | Waking Ned Devine               |                       |             |
| Geoffrey Rush         | Philip Henslowe                   | Szerelmes Shakespeare  | Shakespeare in Love             |                       |             |
| Billy Bob Thornton    | Jacob Mitchell                    | Szimpla ügy            | A Simple Plan                   |                       |             |
| 1999 6. gála          |                                   |                        |                                 |                       |             |
|                       | Michael Caine                     | Dr. Wilbur Larch       | Árvák hercege                   | The Cider House Rules |             |
| Chris Cooper          | Frank Fitts ezredes               | Amerikai szépség       | American Beauty                 |                       |             |
| Tom Cruise            | Frank T.J. Mackey                 | Magnólia               | Magnolia                        |                       |             |
| Michael Clarke Duncan | John Coffey                       | Halálsoron             | The Green Mile                  |                       |             |
| Haley Joel Osment     | Cole Sear                         | Hatodik érzék          | The Sixth Sense                 |                       |             |

### 2000-es évek
| Év                     | Színész                      | Színész                                                 | Szerep                                                     | Magyar cím                                        | Eredeti cím     |
| 2000 7. gála           |                              |                                                         |                                                            |                                                   |                 |
| ---------------------- | ---------------------------- | ------------------------------------------------------- | ---------------------------------------------------------- | ------------------------------------------------- | --------------- |
| 2000 7. gála           |                              | Albert Finney                                           | Edward L. Masry                                            | Erin Brockovich – Zűrös természet                 | Erin Brockovich |
| 2000 7. gála           | Jeff Bridges                 | Jackson Evans elnök                                     | A manipulátor                                              | The Contender                                     |                 |
| 2000 7. gála           | Gary Oldman                  | Sheldon 'Shelly' Runyon                                 | A manipulátor                                              | The Contender                                     |                 |
| 2000 7. gála           | Willem Dafoe                 | Max Schreck                                             | A vámpír árnyéka                                           | Shadow of the Vampire                             |                 |
| 2000 7. gála           | Joaquin Phoenix              | Commodus                                                | Gladiátor                                                  | Gladiator                                         |                 |
| 2001 8. gála           |                              |                                                         |                                                            |                                                   |                 |
|                        | Ian McKellen                 | Gandalf                                                 | A Gyűrűk Ura: A Gyűrű Szövetsége                           | The Lord of the Rings: The Fellowship of the Ring |                 |
| Jim Broadbent          | John Bayley                  | Iris – Egy csodálatos női elme                          | Iris                                                       |                                                   |                 |
| Hayden Christensen     | Sam Monroe                   | Az élet háza                                            | Life as a House                                            |                                                   |                 |
| Ethan Hawke            | Jake Hoyt                    | Kiképzés                                                | Training Day                                               |                                                   |                 |
| Ben Kingsley           | Don Logan                    | Szexi dög                                               | Sexy Beast                                                 |                                                   |                 |
| 2002 9. gála           |                              |                                                         |                                                            |                                                   |                 |
|                        | Christopher Walken           | Frank Abagnale, Sr.                                     | Kapj el, ha tudsz                                          | Catch Me If You Can                               |                 |
| Chris Cooper           | John Laroche                 | Adaptáció                                               | Adaptation                                                 |                                                   |                 |
| Ed Harris              | Richard Brown                | Az órák                                                 | The Hours                                                  |                                                   |                 |
| Alfred Molina          | Diego Rivera                 | Frida                                                   | Frida                                                      |                                                   |                 |
| Dennis Quaid           | Frank Whitaker               | Távol a mennyországtól                                  | Far from Heaven                                            |                                                   |                 |
| 2003 10. gála          |                              |                                                         |                                                            |                                                   |                 |
|                        | Tim Robbins                  | Dave Boyle                                              | Titokzatos folyó                                           | Mystic River                                      |                 |
| Alec Baldwin           | Shelly Kaplow                | A szerencseforgató                                      | The Cooler                                                 |                                                   |                 |
| Chris Cooper           | R. Thomas Smith              | Vágta                                                   | Seabiscuit                                                 |                                                   |                 |
| Benicio del Toro       | Jack Jordan                  | 21 gramm                                                | 21 Grams                                                   |                                                   |                 |
| Vatanabe Ken           | Moritsugu Katsumoto          | Az utolsó szamuráj                                      | The Last Samurai                                           |                                                   |                 |
| 2004 11. gála          |                              |                                                         |                                                            |                                                   |                 |
|                        | Morgan Freeman               | Eddie 'Hepaj' Dupris                                    | Millió dolláros bébi                                       | Million Dollar Baby                               |                 |
| Thomas Haden Church    | Jack Cole                    | Kerülőutak                                              | Sideways                                                   |                                                   |                 |
| Jamie Foxx             | Maxine Gray                  | Collateral – A halál záloga                             | Collateral                                                 |                                                   |                 |
| James Garner           | idős Noah Calhoun            | Szerelmünk lapjai                                       | The Notebook                                               |                                                   |                 |
| Freddie Highmore       | Peter Llewelyn Davies        | Én, Pán Péter                                           | Finding Neverland                                          |                                                   |                 |
| 2005 12. gála          |                              |                                                         |                                                            |                                                   |                 |
|                        | Paul Giamatti                | Joe Gould                                               | A remény bajnoka                                           | Cinderella Man                                    |                 |
| Don Cheadle            | Graham Waters nyomozó        | Ütközések                                               | Crash                                                      |                                                   |                 |
| Matt Dillon            | John Ryan őrmester           | Ütközések                                               | Crash                                                      |                                                   |                 |
| George Clooney         | Bob Barnes                   | Sziriana                                                | Syriana                                                    |                                                   |                 |
| Jake Gyllenhaal        | Jack Twist                   | Brokeback Mountain – Túl a barátságon                   | Brokeback Mountain                                         |                                                   |                 |
| 2006 13. gála          |                              |                                                         |                                                            |                                                   |                 |
|                        | Eddie Murphy                 | James 'Thunder' Early                                   | Dreamgirls                                                 | Dreamgirls                                        |                 |
| Alan Arkin             | Edwin Hoover                 | A család kicsi kincse                                   | Little Miss Sunshine                                       |                                                   |                 |
| Leonardo DiCaprio      | William 'Billy' Costigan Jr. | A tégla                                                 | The Departed                                               |                                                   |                 |
| Jackie Earle Haley     | Ronald 'Ronnie' McGorvey     | Apró titkok                                             | Little Children                                            |                                                   |                 |
| Djimon Hounsou         | Solomon Vandy                | Véres gyémánt                                           | Blood Diamond                                              |                                                   |                 |
| 2007 14. gála          |                              |                                                         |                                                            |                                                   |                 |
|                        | Javier Bardem                | Anton Chigurh                                           | Nem vénnek való vidék                                      | No Country for Old Men                            |                 |
| Casey Affleck          | Robert 'Bob' Ford            | Jesse James meggyilkolása, a tettes a gyáva Robert Ford | The Assassination of Jesse James by the Coward Robert Ford |                                                   |                 |
| Hal Holbrook           | Ron Franz                    | Út a vadonba                                            | Into the Wild                                              |                                                   |                 |
| Tommy Lee Jones        | Ed Tom Bell                  | Nem vénnek való vidék                                   | No Country for Old Men                                     |                                                   |                 |
| Tom Wilkinson          | Arthur Edens                 | Michael Clayton                                         | Michael Clayton                                            |                                                   |                 |
| 2008 15. gála          |                              |                                                         |                                                            |                                                   |                 |
|                        | Heath Ledger (posztumusz)    | Joker                                                   | A sötét lovag                                              | The Dark Knight                                   |                 |
| Josh Brolin            | Dan White                    | Milk                                                    | Milk                                                       |                                                   |                 |
| Robert Downey Jr.      | Kirk Lazarus                 | Trópusi vihar                                           | Tropic Thunder                                             |                                                   |                 |
| Philip Seymour Hoffman | Brendan Flynn atya           | Kétely                                                  | Doubt                                                      |                                                   |                 |
| Dev Patel              | Jamal Malik                  | Gettómilliomos                                          | Slumdog Millionaire                                        |                                                   |                 |
| 2009 16. gála          |                              |                                                         |                                                            |                                                   |                 |
|                        | Christoph Waltz              | Hans Landa ezredes                                      | Becstelen brigantyk                                        | Inglourious Basterds                              |                 |
| Matt Damon             | Francois Pienaar             | Invictus – A legyőzhetetlen                             | Invictus                                                   |                                                   |                 |
| Woody Harrelson        | Tony Stone százados          | A harcmező hírnökei                                     | The Messenger                                              |                                                   |                 |
| Christopher Plummer    | Lev Tolsztoj                 | Az utolsó állomás                                       | The Last Station                                           |                                                   |                 |
| Stanley Tucci          | George Harvey                | Komfortos mennyország                                   | The Lovely Bones                                           |                                                   |                 |

### 2010-es évek
| Év                            | Színész                      | Színész                                  | Szerep                                    | Magyar cím                                | Eredeti cím |
| 2010 17. gála                 |                              |                                          |                                           |                                           |             |
| ----------------------------- | ---------------------------- | ---------------------------------------- | ----------------------------------------- | ----------------------------------------- | ----------- |
| 2010 17. gála                 |                              | Christian Bale                           | Dicky Eklund                              | A harcos                                  | The Fighter |
| 2010 17. gála                 | John Hawkes                  | Teardrop Dolly                           | Winter’s Bone – A hallgatás törvénye      | Winter’s Bone                             |             |
| 2010 17. gála                 | Jeremy Renner                | James 'Jem' Coughlin                     | Tolvajok városa                           | The Town                                  |             |
| 2010 17. gála                 | Mark Ruffalo                 | Paul Hatfield                            | A gyerekek jól vannak                     | The Kids Are All Right                    |             |
| 2010 17. gála                 | Geoffrey Rush                | Lionel Logue                             | A király beszéde                          | The King's Speech                         |             |
| 2011 18. gála                 |                              |                                          |                                           |                                           |             |
|                               | Christopher Plummer          | Hal Fields                               | Kezdők                                    | Beginners                                 |             |
| Kenneth Branagh               | Laurence Olivier             | Egy hét Marilynnel                       | My Week with Marilyn                      |                                           |             |
| Armie Hammer                  | Clyde Tolson                 | J. Edgar – Az FBI embere                 | J. Edgar                                  |                                           |             |
| Jonah Hill                    | Peter Brand                  | Pénzcsináló                              | Moneyball                                 |                                           |             |
| Nick Nolte                    | Paddy Conlon                 | Warrior – A végső menet                  | Warrior                                   |                                           |             |
| 2012 19. gála                 |                              |                                          |                                           |                                           |             |
|                               | Tommy Lee Jones              | Thaddeus Stevens                         | Lincoln                                   | Lincoln                                   |             |
| Alan Arkin                    | Lester Siegel                | Az Argo-akció                            | Argo                                      |                                           |             |
| Javier Bardem                 | Raoul Silva                  | Skyfall                                  | Skyfall                                   |                                           |             |
| Robert De Niro                | Patrizio 'Pat' Solitano, Sr. | Napos oldal                              | Silver Linings Playbook                   |                                           |             |
| Philip Seymour Hoffman        | Lancaster Dodd               | The Master                               | The Master                                |                                           |             |
| 2013 20. gála                 |                              |                                          |                                           |                                           |             |
|                               | Jared Leto                   | Rayon                                    | Mielőtt meghaltam                         | Dallas Buyers Club                        |             |
| Barkhad Abdi                  | Abduwali Muse                | Phillips kapitány                        | Captain Phillips                          |                                           |             |
| Daniel Brühl                  | Niki Lauda                   | Hajsza a győzelemért                     | Rush                                      |                                           |             |
| Michael Fassbender            | Edwin Epps                   | 12 év rabszolgaság                       | 12 Years a Slave                          |                                           |             |
| James Gandolfini (posztumusz) | Albert                       | Exek és szeretők                         | Enough Said                               |                                           |             |
| 2014 21. gála                 |                              |                                          |                                           |                                           |             |
|                               | J. K. Simmons                | Terrence Fletcher                        | Whiplash                                  | Whiplash                                  |             |
| Robert Duvall                 | Joseph Palmer bíró           | A bíró                                   | The Judge                                 |                                           |             |
| Ethan Hawke                   | Mason Evans Sr.              | Sráckor                                  | Boyhood                                   |                                           |             |
| Edward Norton                 | Mike Shiner                  | Birdman avagy (A mellőzés meglepő ereje) | Birdman                                   |                                           |             |
| Mark Ruffalo                  | Dave Schultz                 | Foxcatcher                               | Foxcatcher                                |                                           |             |
| 2015 22. gála                 |                              |                                          |                                           |                                           |             |
|                               | Idris Elba                   | A Parancsnok                             | Hontalan fenevadak                        | Beasts of No Nation                       |             |
| Christian Bale                | Michael Burry                | A nagy dobás                             | The Big Short                             |                                           |             |
| Mark Rylance                  | Rudolf Abel                  | Kémek hídja                              | Bridge of Spies                           |                                           |             |
| Michael Shannon               | Rick Carver                  |                                          | 99 Homes                                  |                                           |             |
| Jacob Tremblay                | Jack Newsome                 | A szoba                                  | Room                                      |                                           |             |
| 2016 23. gála                 |                              |                                          |                                           |                                           |             |
|                               | Mahershala Ali               | Juan                                     | Holdfény                                  | Moonlight                                 |             |
| Jeff Bridges                  | Marcus Hamilton              | A préri urai                             | Hell or High Water                        |                                           |             |
| Hugh Grant                    | St. Clair Bayfield           | Florence – A tökéletlen hang             | Florence Foster Jenkins                   |                                           |             |
| Lucas Hedges                  | Patrick Chandler             | A régi város                             | Manchester by the Sea                     |                                           |             |
| Dev Patel                     | Saroo Brierley               | Oroszlán                                 | Lion                                      |                                           |             |
| 2017 24. gála                 |                              |                                          |                                           |                                           |             |
|                               | Sam Rockwell                 | Jason Dixon rendőr                       | Három óriásplakát Ebbing határában        | Three Billboards Outside Ebbing, Missouri |             |
| Steve Carell                  | Bobby Riggs                  | A nemek harca                            | Battle of the Sexes                       |                                           |             |
| Willem Dafoe                  | Bobby Hicks                  | Floridai álom                            | The Florida Project                       |                                           |             |
| Woody Harrelson               | Bill Willoughby seriff       | Három óriásplakát Ebbing határában       | Three Billboards Outside Ebbing, Missouri |                                           |             |
| Richard Jenkins               | Giles                        | A víz érintése                           | The Shape of Water                        |                                           |             |
| 2018 25. gála                 |                              |                                          |                                           |                                           |             |
|                               | Mahershala Ali               | Don Shirley                              | Zöld könyv – Útmutató az élethez          | Green Book                                |             |
| Timothée Chalamet             | Nic Sheff                    | Csodálatos fiú                           | Beautiful Boy                             |                                           |             |
| Adam Driver                   | Flip Zimmerman nyomozó       | Csuklyások – BlacKkKlansman              | BlacKkKlansman                            |                                           |             |
| Sam Elliott                   | Bobby Maine                  | Csillag születik                         | A Star Is Born                            |                                           |             |
| Richard E. Grant              | Jack Hock                    | Megbocsátasz valaha?                     | Can You Ever Forgive Me?                  |                                           |             |
| 2019 26. gála                 |                              |                                          |                                           |                                           |             |
|                               | Brad Pitt                    | Cliff Booth                              | Volt egyszer egy Hollywood                | Once Upon a Time in Hollywood             |             |
| Jamie Foxx                    | Walter McMillian             | Just Mercy                               | Just Mercy                                |                                           |             |
| Tom Hanks                     | Fred Rogers                  | Egy kivételes barát                      | A Beautiful Day in the Neighborhood       |                                           |             |
| Al Pacino                     | Jimmy Hoffa                  | Az ír                                    | The Irishman                              |                                           |             |
| Joe Pesci                     | Russell Bufalino             | Az ír                                    | The Irishman                              |                                           |             |

### 2020-as évek
| Év                | Színész                  | Színész                         | Szerep                       | Magyar cím                        | Eredeti cím                 |
| 2020 27. gála     |                          |                                 |                              |                                   |                             |
| ----------------- | ------------------------ | ------------------------------- | ---------------------------- | --------------------------------- | --------------------------- |
| 2020 27. gála     |                          | Daniel Kaluuya                  | Fred Hampton                 | Júdás és a Fekete Messiás         | Judas and the Black Messiah |
| 2020 27. gála     | Sacha Baron Cohen        | Abbie Hoffman                   | A chicagói 7-ek tárgyalása   | The Trial of the Chicago 7        |                             |
| 2020 27. gála     | Chadwick Boseman         | Norman Earl Holloway            | Az 5 bajtárs                 | Da 5 Bloods                       |                             |
| 2020 27. gála     | Jared Leto               | Albert Sparma                   | Ördög a részletekben         | The Little Things                 |                             |
| 2020 27. gála     | Leslie Odom Jr.          | Sam Cooke                       | Egy éj Miamiban…             | One Night in Miami...             |                             |
| 2021 28. gála     |                          |                                 |                              |                                   |                             |
|                   | Troy Kotsur              | Frank Rossi                     | CODA                         | CODA                              |                             |
| Ben Affleck       | Charlie Maguire          | Iskola a pult mentén            | The Tender Bar               |                                   |                             |
| Bradley Cooper    | Jon Peters               | Licorice Pizza                  | Licorice Pizza               |                                   |                             |
| Jared Leto        | Paolo Gucci              | A Gucci-ház                     | House of Gucci               |                                   |                             |
| Kodi Smit-McPhee  | Peter Gordon             | A kutya karmai közt             | The Power of the Dog         |                                   |                             |
| 2022 29. gála     |                          |                                 |                              |                                   |                             |
|                   | Ke Huy Quan              | Waymond Wang                    | Minden, mindenhol, mindenkor | Everything Everywhere All at Once |                             |
| Paul Dano         | Burt Fabelman            | A Fabelman család               | The Fabelmans                |                                   |                             |
| Brendan Gleeson   | Colm Doherty             | A sziget szellemei              | The Banshees of Inisherin    |                                   |                             |
| Barry Keoghan     | Dominic Kearney          | A sziget szellemei              | The Banshees of Inisherin    |                                   |                             |
| Eddie Redmayne    | Charles Cullen           | A másik nővér                   | The Good Nurse               |                                   |                             |
| 2023 30. gála     |                          |                                 |                              |                                   |                             |
|                   | Robert Downey Jr.        | Lewis Strauss                   | Oppenheimer                  | Oppenheimer                       |                             |
| Sterling K. Brown | Clifford "Cliff" Ellison | Amerikai irodalom               | American Fiction             |                                   |                             |
| Willem Dafoe      | Dr. Godwin Baxter        | Szegény párák                   | Poor Things                  |                                   |                             |
| Robert De Niro    | William King Hale        | Megfojtott virágok              | Killers of the Flower Moon   |                                   |                             |
| Ryan Gosling      | Ken                      | Barbie                          | Barbie                       |                                   |                             |
| 2024 31. gála     |                          |                                 |                              |                                   |                             |
|                   | Kieran Culkin            | Benji Kaplan                    | Rokonszenvedés               | A Real Pain                       |                             |
| Jonathan Bailey   | Fiyero                   | Wicked                          | Wicked                       |                                   |                             |
| Yura Borisov      | Igor                     | Anora                           | Anora                        |                                   |                             |
| Edward Norton     | Pete Seeger              | Sehol se otthon                 | A Complete Unknown           |                                   |                             |
| Jeremy Strong     | Roy Cohn                 | The Apprentice – A Trump sztori | The Apprentice               |                                   |                             |

## Rekordok

### Többszörös győzelmek
2 győzelem
- Mahershala Ali

### Többszörös jelölések
2 jelölés
| - Mahershala Ali - Alan Arkin - Christian Bale - Javier Bardem - Kenneth Branagh - Jeff Bridges - Don Cheadle - Robert De Niro - Robert Downey Jr. - Robert Duvall - Jamie Foxx - Woody Harrelson | - Ed Harris - Ethan Hawke - Philip Seymour Hoffman - Tommy Lee Jones - Edward Norton - Dev Patel - Christopher Plummer - Mark Ruffalo - Geoffrey Rush | 3 jelölés - Chris Cooper - Willem Dafoe - Jared Leto |

## Fordítás
- Ez a szócikk részben vagy egészben  a   Screen Actors Guild Award for Outstanding Performance by a Male Actor in a Supporting Role című angol Wikipédia-szócikk fordításán alapul.  Az eredeti cikk szerkesztőit annak laptörténete sorolja fel. Ez a jelzés csupán a megfogalmazás eredetét és a szerzői jogokat jelzi, nem szolgál a cikkben szereplő információk forrásmegjelöléseként.